# 발라오
발라오(Ballao, 사르데냐어: Ballau)는 이탈리아 사르데냐 주 수드사르데냐도에 있는 코무네(지자체)로, 칼리아리에서 북동쪽으로 약 45 킬로미터 (28 mi) 떨어져 있으며, 전통적인 게레이(Gerrei) 하위 지역에 위치한다.
이 도시는 1300년경에 고대 언덕 마을인 누락시(Nuraxi)의 주민들이 농업 생산성을 높이기 위해 인근 평야의 플루멘도사강 근처로 이주하면서 설립되었다. 이곳에는 청동기 시대의 고고학 유적인 푼타나 코베르타가 있다.
발라오는 다음 지자체들과 접경한다: 아르문자, 에스칼라플라노, 고니, 페르다스데포구, 산 니콜로 게레이, 실리우스, 빌라푸추.